# Терский (Будённовский район)
Те́рский — посёлок в Будённовском районе (муниципальном округе) Ставропольского края России.

## География
На реке Горькая Балка.
На севере: посёлок Луговой
На западе: балка Кудрявая
Расстояние до краевого центра: 230 км.
Расстояние до районного центра: 40 км.

## История
Дата основания: 1920 г.
До 16 марта 2020 года посёлок являлся административным центром сельского поселения Терский сельсовет.

## Население
| 1989 | 2002  | 2010  | 2011  | 2012  | 2014  | 2021  |
| ---- | ----- | ----- | ----- | ----- | ----- | ----- |
| 1566 | ↘1337 | ↗1494 | ↘1342 | ↘1339 | ↗1400 | ↘1107 |

По данным переписи 2002 года в национальной структуре населения преобладают русские (89 %).

## Инфраструктура
- Администрация муниципального образования Терского сельсовета
- СХП «Терский». Организовано в 1921 году как совхоз «Терский»[10].
- Центр культуры, досуга и спорта
- В границах посёлка расположены 3 общественных кладбища: открытое, площадью 13 тыс. м², и 2 закрытых, общей площадью 10 тыс. м²[11].

## Образование
- Детский сад № 1 «Колосок»
- Средняя общеобразовательная школа № 18. Открыта 5 октября 1957 года[12]

## Люди, связанные с посёлком
- Землянская Матрёна Максимовна (1921) — ветеринарный врач совхоза «Терский», кавалер ордена Трудового Красного Знамени[13]

## Памятники
- Братская могила членов коммуны «Заря», замученных белобандитами, и мирных жителей, расстрелянных фашистами. 1922, 1942—1943, 1966 года[14]